# Ford Interceptor Concept

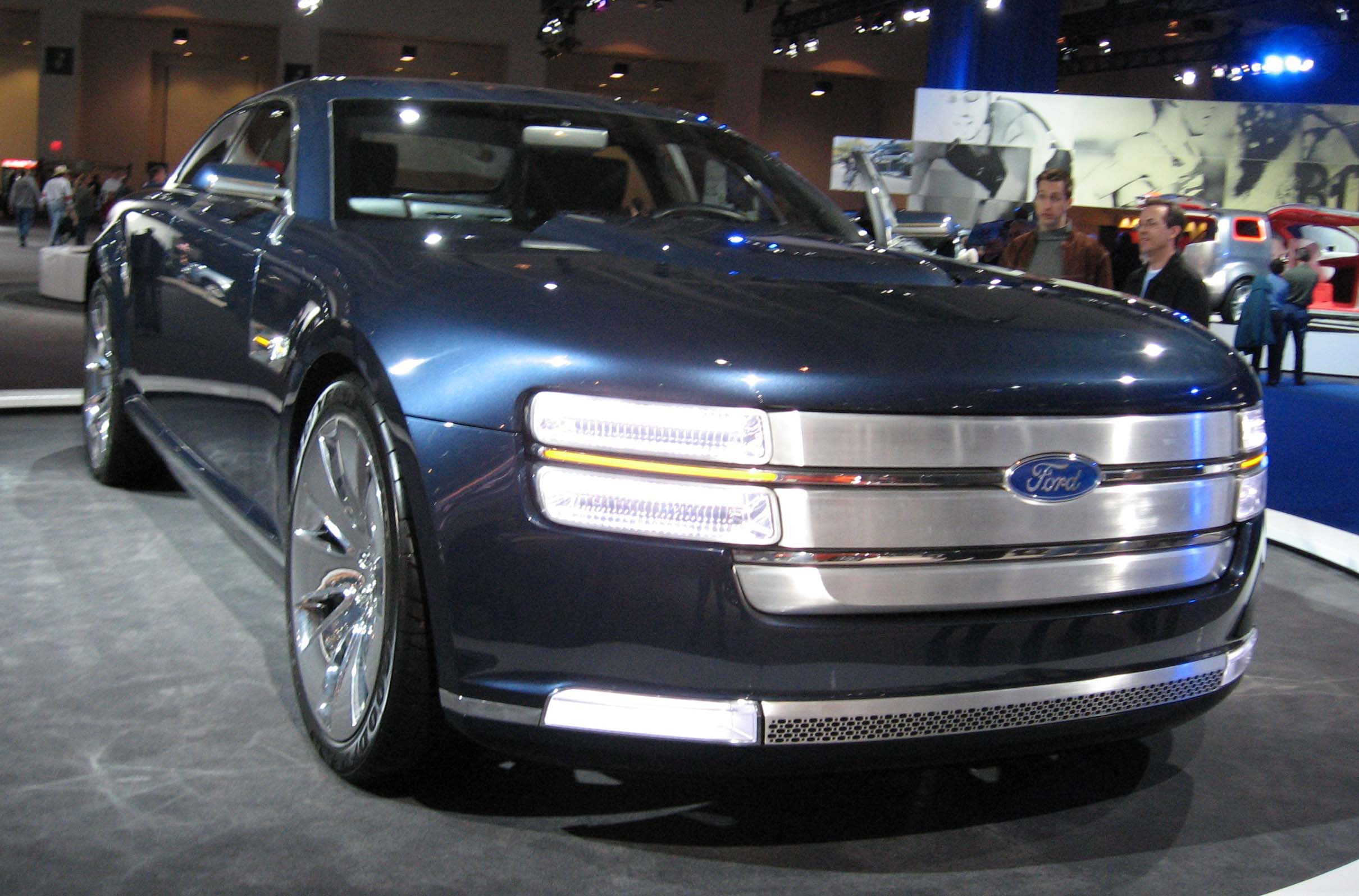
Conceito Interceptor

O Interceptor Concept foi um modelo conceitual apresentado pela Ford no Salão de Detroit de 2007. É um sedan com aparência retrô, equipado com um motor 5.0 V8 de 400cv capaz de utilizar gasolina E85. O modelo reflete a interpretação moderna dos Muscle Car dos anos de 1960 como o Ford Galaxie. A Ford introduziu oficialmente o Interceptor em uma circular da companhia à imprensa datada de 31 de dezembro de 2006. A companhia descreveu o estilo do design do conceito Interceptor como sendo influenciado, "...muito parecido com um fuzileiro naval em uniforme de gala. Ele parece inteligente e elegante, mas você pode ver o poder bruto que está por baixo.".